# Ehmsenweg
Der Ehmsenweg ist ein 74 km langer Hauptwanderweg im Vereinsgebiet des Sauerländischen Gebirgsvereins und besitzt wie auch all die anderen Hauptwanderstrecken als Wegzeichen das weiße Andreaskreuz X, an Kreuzungspunkten um die Ziffer 8 erweitert.
Auf der Strecke von Arnsberg nach Olpe führt der Wanderweg durch Sundern, Elspe und über die Hohe Bracht. Benannt ist der Weg nach Ernst Ehmsen, einem der Gründer des Sauerländischen Gebirgsvereins. In Arnsberg erinnert auch ein Denkmal an den Forstrat Ehmsen.